# Foto finish

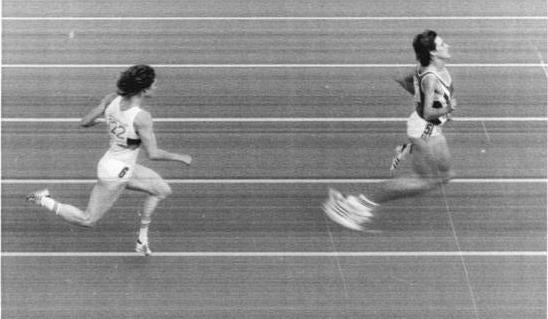
Foto finish de 1987: 400 m vallas, Sabine Busch 53.24s, Cornelia Ullrich 53.55s.

Foto finish, en una carrera deportiva, es la reproducción de la llegada de los competidores a la línea de meta, con tal precisión que, en caso de ser necesario, pueda dilucidar el vencedor en un final tan disputado que el ojo humano no pudiera diferenciar. Aunque el término foto finish se ha mantenido por razones históricas, en realidad no siempre es una fotografía lo que se emplea, sino que puede ser una, varias o un vídeo tomado en la línea de llegada. En el siglo XXI, suelen emplearse medios digitales y equipamiento especial, disparados por sensores fotovoltaicos o láser.
Históricamente, un fotógrafo realizaba una serie de fotografías a mano en la meta. Aunque en algunos deportes se utiliza equipamiento electrónico para posicionar a los participantes durante la carrera, la foto se considera como la evidencia más importante a la hora de determinar el vencedor. No obstante, solo se recurre a su empleo cuando el final de una carrera es disputado o cuando un récord ha sido batido. Una alternativa, usada en las competiciones de natación, es situar pulsadores manuales, los cuales registran el tiempo cuando los propios atletas los tocan.
En ocasiones, el término también se utiliza de forma dramática en periodismo para explicar sucesos de última hora, como por ejemplo en el final del Campeonato del Mundo de Fórmula 1 de 2008, cuando Hamilton adelantó a Glock en la última curva del circuito.
Fue inventada por Juan de la Cierva y Hoces (sobrino del inventor del autogiro) para resolver los empates en las carreras del Hipódromo de la Zarzuela. Años más tarde su patente fue comprada por Omega.

## Atletismo
En atletismo, las carreras tienen que ser controladas con una precisión de centésimas (o incluso milésimas) de segundo. Una batería de dispositivos electrónicos se disponen en eventos de alto nivel (como los Juegos Olímpicos) para asegurar que los tiempos se determinan con exactitud.
En la línea de meta, células fotovoltaicas y cámaras digitales se emplean para establecer el orden de llegada. En ocasiones, en pruebas tan rápidas como los 100 metros lisos, todos los competidores pueden estar separados por menos de medio segundo, y no es extraño que dos atletas acaben con el mismo tiempo registrado sin que se considere un empate.
En los Juegos Olímpicos de 2008 se produjo la introducción de un novedoso equipamiento de medida, con cámaras que tomaban hasta 3000 fotogramas por segundo (comparativamente, en 1996 el máximo estaba establecido en 1000 fotos por segundo).

## Tipos de fotografía
Hay dos métodos para crear una foto finish. El más común de ellos consiste en usar una cámara especial con una rendija, que produce una serie de imágenes panorámicas. Esta cámara posee una única hendidura vertical en lugar de un obturador, y la película avanza de forma continua a una velocidad similar a la de las imágenes de los competidores. Esto crea una 'vista virtual' de las posiciones de cada participante según cruza la línea de llegada, sin el efecto motion blur. Los corredores pueden aparecer comprimidos, según la diferencia de velocidad con la que la película se mueve respecto a su velocidad. Los objetos estáticos se muestran como rayas horizontales (los objetos estáticos salen "movidos" y los deportistas salen "congelados"). Actualmente, con la tecnología digital, una foto finish es una composición de multitud de fotografías (unas 10 000 por segundo) cada una de las cuales tiene un solo pixel de amplitud. 
El segundo método requiere de la participación de varias fotografías. Una cámara de alta velocidad o cámara de vídeo se emplea para una serie de fotos a gran velocidad.
En cualquiera de los métodos, las marcas de tiempo en la parte inferior de la foto pueden emplearse para determinar el instante exacto en que el deportista cruzó la meta, o bien simplemente comparar las posiciones de llegada.